# Saratan

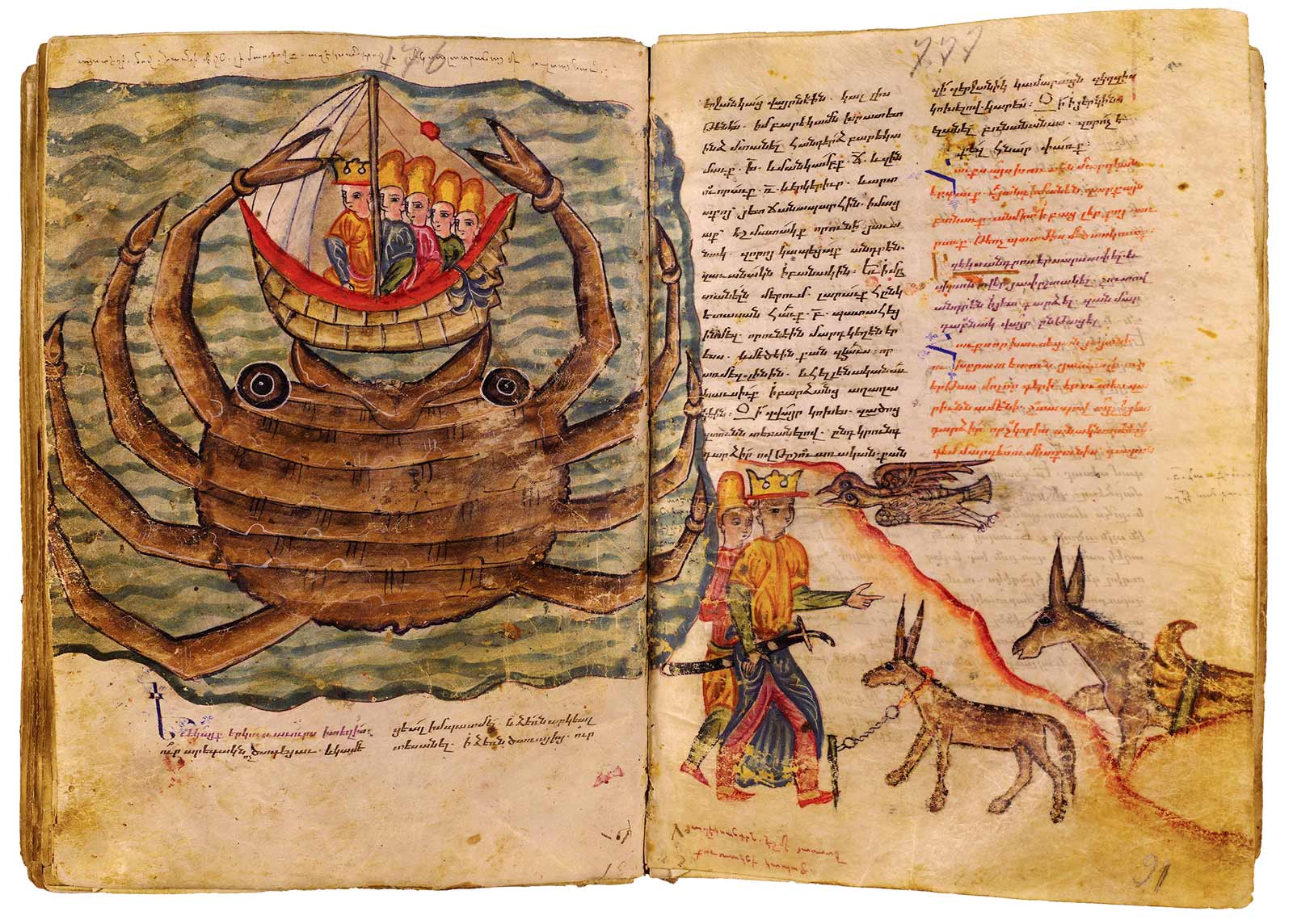
Illustration d'une créature similaire dans le Roman d'Alexandre, manuscrit arménien, 1538-1544.

Le saratan (de l'arabe سرطان, saraṭān, «crabe») est une créature marine géante de la littérature et du folklore arabes.

## Dans la littérature arabe
L'encyclopédiste arabe Al-Jahiz, auteur du texte du IXe siècle Kitāb al-Hayawān (Le Livre des Animaux), mentionne trois monstres censés vivre dans la mer: le tanin (dragon de mer), le saratan (سرطان, ou saraṭān, «crabe») et le bala (baleine). À propos du saratan, il déclare:
«Quant au saratan, je n'ai jamais rencontré personne qui puisse m'assurer l'avoir vu de ses propres yeux. Bien sûr, si l'on en croit tout ce que racontent les marins [...] car ils prétendent qu'à certaines occasions ils ont débarqué sur certaines îles ayant des bois, des vallées et des fissures et ont allumé un grand feu; et lorsque le monstre a senti le feu sur son dos, il a commencé s'immerger dans l'eau entraînant avec lui toutes les plantes qui poussaient sur son dos, de sorte que seuls ceux qui ont réussi à fuir à temps ont été sauvés. Ce conte surpasse les histoires les plus fabuleuses et les plus absurdes.»
Ce monstre est également mentionné dans Les Merveilles de la Création, écrit par Al-Qazwini.

## Culture populaire
On retrouve le saratan dans le premier voyage de Sinbad le Marin dans Le Livre des Mille et Une Nuits.
Il apparaît également dans l'œuvre de Jorge Luis Borges, El Libro de Los Seres Imaginarios (Le Livre des êtres imaginaires), où son nom est orthographié «zaratan», une orthographe que les lecteurs de Borges ont adoptée en référence à cette créature. Borges décrit les saratans comme ayant une longue durée de vie et une taille incroyable, au point que leurs coquilles peuvent être facilement confondues avec de petites îles. Borges cite le Kitāb al-Hayawān pour référence, et note le scepticisme d'Al-Jahiz, qu'il contraste avec le récit d'Al-Qazwini.
Sous le nom de zaratan, les saratans apparaissent également dans certaines éditions du jeu de rôle sur table Donjons & Dragons.